# Datura reburra
Datura reburra là loài thực vật có hoa trong họ Cà. Loài này được Barclay mô tả khoa học đầu tiên năm 1959.